# Подвійна спіраль

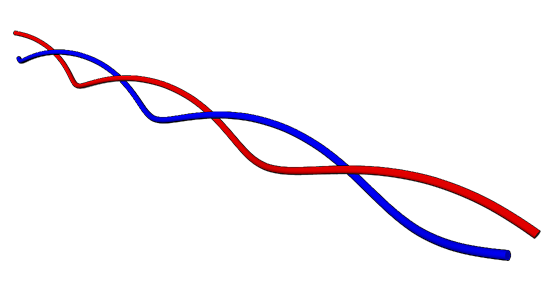
Подвійна спіраль: синій та червоний ланцюжки формують окремі спіралі, а разом вони формують подвійну спіраль.

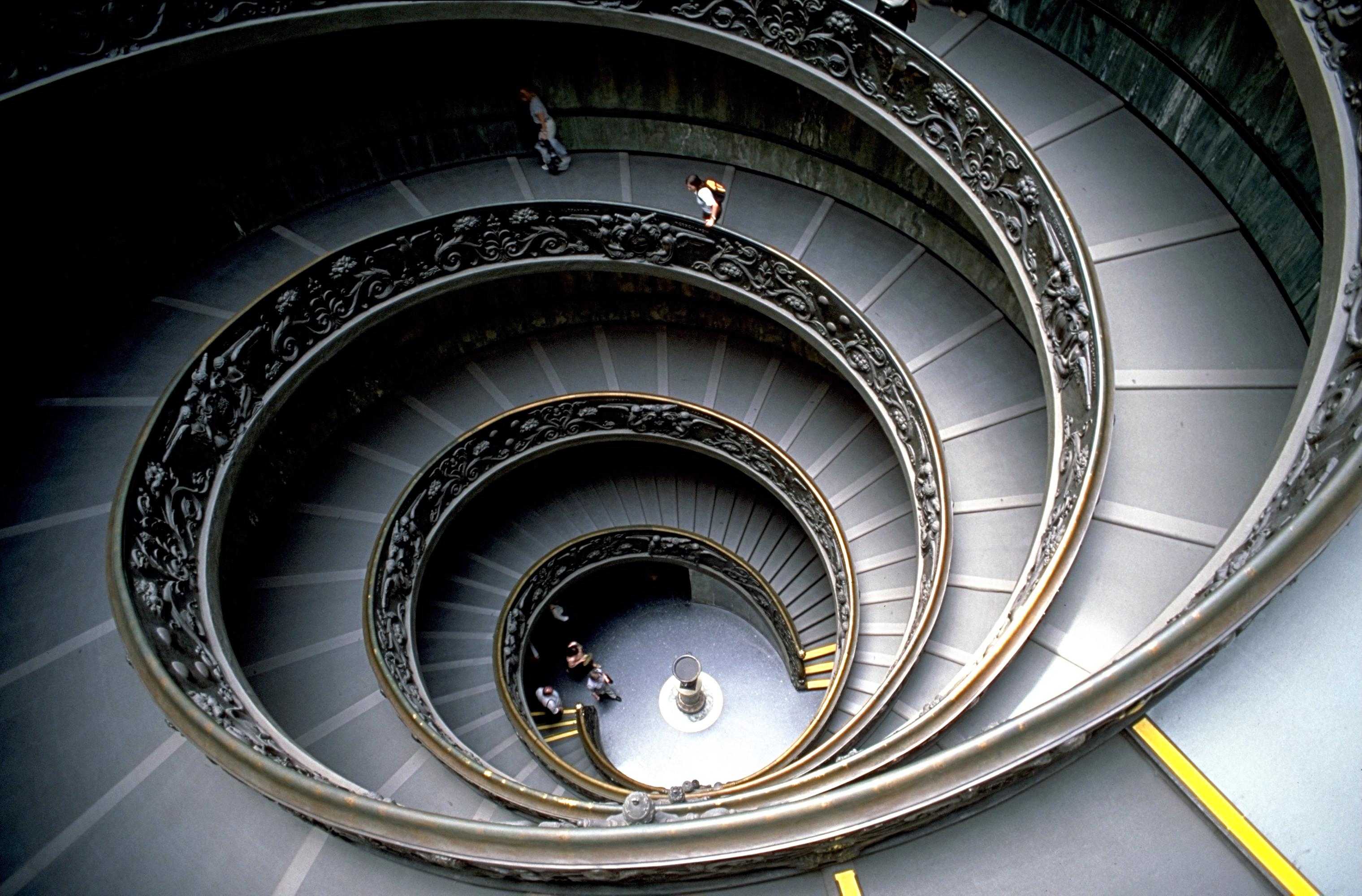
Сходи в Ватиканському музеї у форму подвійної спіралі

Подвійна спіраль ДНК під час реплікації.

Подві́йна спіра́ль, у геометрії — структура, що складається з двох конгруентних спіралей (гвинтових ліній) із спільною віссю, що відрізняються тільки трансляцією уздовж тієї ж осі, яка може бути як на половину періоду кожної із спіралей, так і на іншу величину.
У сучасній популярній культурі, термін «подвійна спіраль» найчастіше по'язаний із структурою ДНК. Те що структура ДНК має форму подвійної спіралі, було вперше встановлено Джеймсом Ватсоном і Френсісом Кріком в 1953 році, засновуючись на роботі Розалінди Франклін. ДНК набуває цієї форми з двох причин. Молекула повинна бути подвійною для можливості реплікації, а спіраль стійкіша, тому що розходження ланцюжків не приводить до розпаду молекули.